# غسقية زنجية
غسقية زنجية (الاسم العلمي Xestia c-nigrum)، حشرة مبذولة من فصيلة الغسقيات ورتبة حرشفيات الأجنحة. موطنها يمتد من اليابان إلى أطراف أوروبا وأفريقيا الشمالية والولايات المتحدة الأمريكية. فراشتها تعيش على رحيق الأزهار. سرفتها خاضلة قوتها اوراق الأشجار الحرجية والمثمرة والنباتات البقلية والمرعوية. جسمها معتدل القد يطول نحو 15 مم.